# Experimenterende Danske Radioamatører
Die Experimenterende Danske Radioamatører (kurz: EDR, deutsch „Experimentierende dänische Funkamateure“) ist die nationale Vereinigung der Funkamateure in Dänemark.
Gegründet wurde die Vereinigung im Jahr 1927 mit dem Zweck, die Praxis des Amateurfunks und die dazugehörige Erforschung der Hochfrequenztechnik zu fördern. Die Hauszeitschrift der EDR heißt OZ nach dem gleichlautenden Landeskenner der Internationalen Fernmeldeunion für Dänemark. Sie widmet sich den diversen Mitgliederaktivitäten, wie Amateurfunkwettbewerben, Aktionen wie SOTA und „DXpeditionen“, sowie den typischen Themen des Amateurfunks, wie Sende- und Empfangstechnik, Testberichte und Bauanleitungen zu Antennen.
Die EDR ist Mitglied in der International Amateur Radio Union (IARU Region 1), der internationalen Vereinigung von Amateurfunkverbänden, und vertritt dort die Interessen der dänischen Funkamateure. Ferner ist sie Mitglied der Nordic Radio Amateur Union (NRAU), dem Dachverband der Amateurfunkverbände der nordischen Länder.